# Черняк Ян Петрович
Черняк Ян Петрович (Янкель Пінхусович) - це псевдонім. Справжнє ім'я розвідника - Отто Іппен (6 квітня 1909 року, Чернівці, Австро-Угорщина — 19 лютого 1995 року, Москва) — радянський розвідник, Герой Російської Федерації.

## Біографія
Син чеського єврея та угорської єврейки.
Народився у родині небагатого торговця Вільгельма Іппена, де крім нього було ще двоє дітей: син Фелікс, який був лікарем і загинув в Громадянську війну в Іспанії, та дочка Гелла..
Батьки загинули або пропали безвісти під час Першої світової війни, і хлопчик виховувався у сирітському притулку. Після закінчення середньої школи у 1927 році вступив до Празького вищого технічного училища.
Закінчив його і політехнічний інститут у Берліні, де вступив до Комуністичної партії Німеччини.
Агентом радянської військової розвідки став у 1930 році. У 1931—32 роках проходив службу у румунській армії у штабі кавалерійського полку у чині сержанта. Отримав доступ до секретних документів та передавав їх зміст у СРСР. Потім він жив у Німеччині, де створив розвідгрупу. У 1935—36 роках навчався у розвідшколі у Москві.
Потім виїхав до Швейцарії під виглядом кореспондента ТАРС під оперативним псевдонімом «Джен». З 1938 року — після укладення Мюнхенської угоди — мешкав у Парижі, а з 1940 року — у Лондоні.
Регулярно виїжджаючи у 1936—39 роках до Німеччини, Черняк створив там потужну розвідувальну мережу, яка носила кодову назву «Крона».
Черняк завербував понад 20 агентів, працею яких керував з-за кордону через зв'язкових. Жоден агент Черняка ніколи не був викритий гестапо, навіть сьогодні про них нічого конкретного не відомо. У числі агентів Черняка були великий банкір, секретар міністра, глава дослідницького відділу авіаційного конструкторського бюро, дочка начальника танкового конструкторського бюро, високопоставлені військові. Імовірно, одним з агентів була актриса Маріка Рьокк.
Агентам Черняка вдалося у 1941 році здобуть копію плана «Барбаросса», а у 1943 році — оперативний план німецького наступу під Курськом. Черняк передавав до СРСР цінну технічну інформацію про танки, артилерію, реактивне озброєння, розробки хімічної зброї, радіоелектронні системи. У 1944 році він передав понад 12 500 аркушів технічної документації та 60 зразків радіоапаратури. Мережа Черняка була однією з найкращих у історії розвідки — у ній не було жодного провалу за 11 років роботи.
Черняк з 1942 року також передавав інформацію по атомним дослідженням у Англії, а навесні 1945 року був перекинутий до США, де він повинен був включитися в роботу з атомного проекту США.
Однак влітку 1945 року через зраду шифрувальника І. Гузенко, який працював у Канаді, Черняк був терміново відкликаний до СРСР. Керівництво ГРУ ГШ представило Яна Черняка до звання Героя Радянського Союзу, але позаяк Черняк за декілька місяців до втечі давав добру оцінку безпосередньому начальнику Гузенко, нагороди він не отримав.

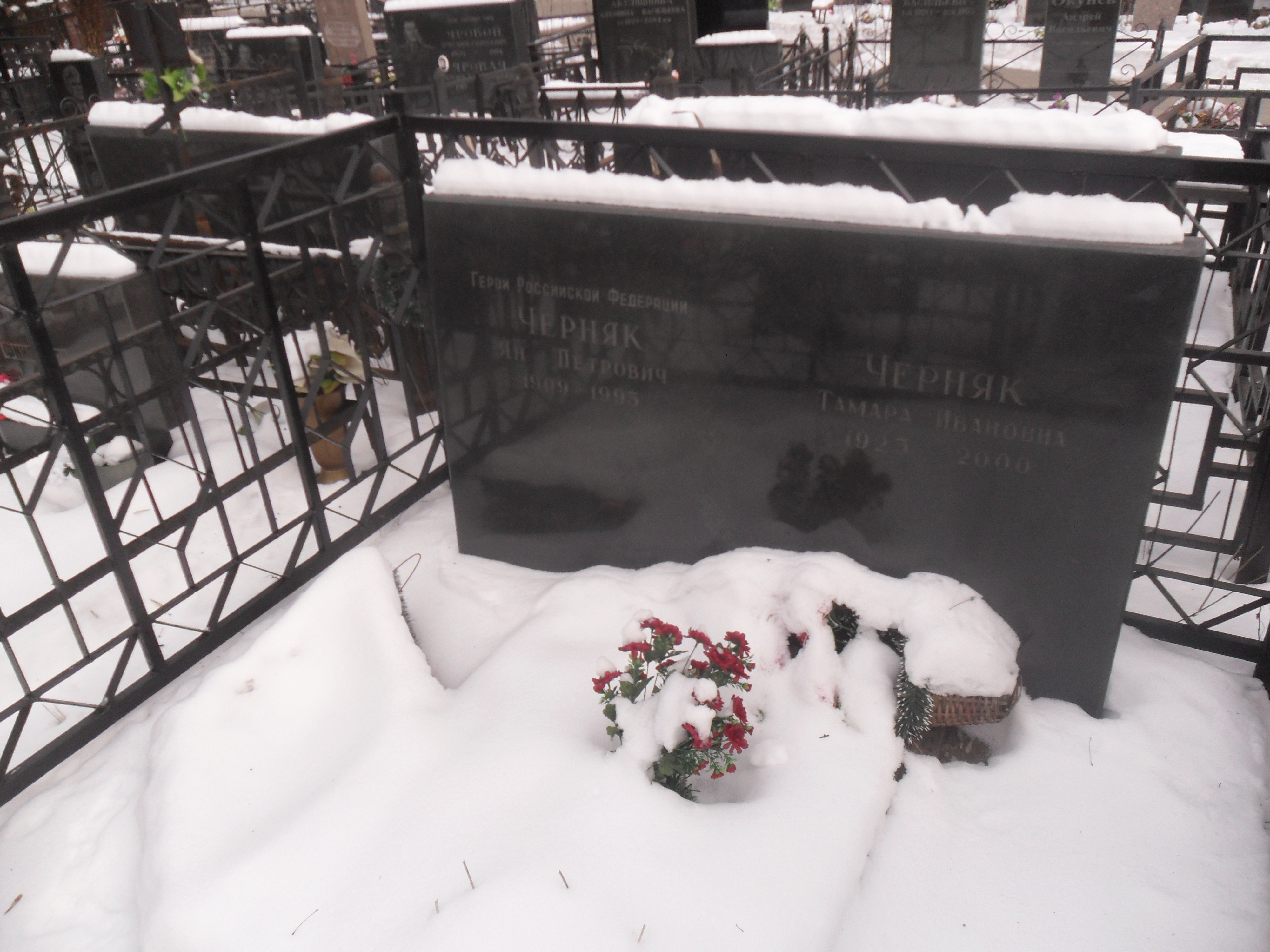
Могила Черняка на Преображенському цвинтарі Москви.

З 1946 року Я. П. Черняк працював референтом у ГРУ, з 1950 року — перекладачем у ТАРС.
Притягувався до виконання розвідувальних завдань у Європі та до викладацької роботи.
У 1969 році вийшов на пенсію.
Указом Президента Російської Федерації від 14 грудня 1994 року «за мужність та героїзм, проявлені при виконанні спеціального завдання» Черняку Яну Петровичу було присвоєно звання Герой Російської Федерації.
Указ був прийнятий, коли Ян Петрович знаходився в комі у лікарні, за 10 днів до його смерті, і нагорода була вручена його дружині. На похоронах генерал армії Михайло Колесніков заявив журналістам, що Черняк був одним з прототипів полковника Максима Ісаєва (Штірліца) у фільмі за романом Юліана Семенова «Сімнадцять миттєвостей весни».